# Dicranomyia bhutanica
Dicranomyia bhutanica är en tvåvingeart som först beskrevs av Alexander 1942.  Dicranomyia bhutanica ingår i släktet Dicranomyia och familjen småharkrankar. Inga underarter finns listade i Catalogue of Life.